# ایستگاه متروی کونستگاردن

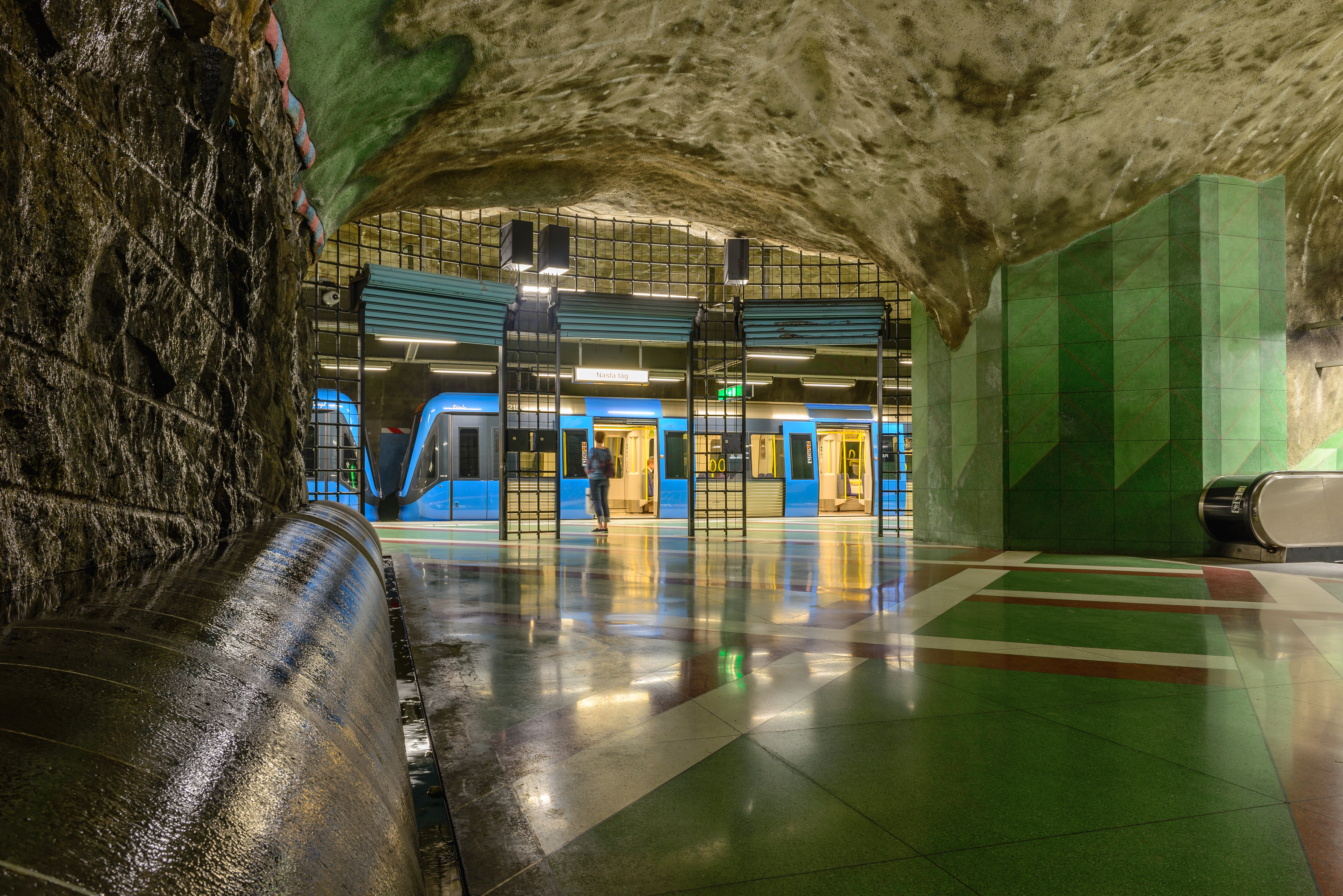
ایستگاه متروی کونستگاردن، یکی از ایستگاه‌های خط آبی متروی اسُتکهُلم است. در دهه‌های ۶۰ و ۷۰ میلادی، سنگ‌های داخل راه‌روهای چند ایستگاه خط آبی متروی استکهلم با استفاده از افشانه، با لایه‌هایی از بتن پوشانده شدند که حالتی شبیه «غار» به فضای داخلی ایستگاه بخشیده است.

کونستگاردن (سوئدی: Kungsträdgården؛ به معنی «باغ پادشاه») یک ایستگاه در متروی استکهلم است که در محلهٔ نورمالم واقع شده‌است. کونستگاردن ایستگاه پایانی خط ۱۰ و ۱۱ است و در ۳۰ اکتبر ۱۹۷۷ و به‌عنوان نودویکمین ایستگاه متروی استکهلم افتتاح شد. سکوی ایستگاه تقریباً ۳۴ متر زیر زمین قرار گرفته‌است. این ایستگاه دارای آثاری است که از ساختمان‌های تخریب‌شده در دوران توسعهٔ مجدد استکهلم مرکزی در دهه‌های ۱۹۵۰ و ۱۹۶۰ میلادی به دست آمده‌است.